# KS Besa Kavajë
KS Besa Kavajë je albánský fotbalový klub hrající první albánskou fotbalovou ligu.
Tým byl založen roku 1925 ve městě Kavajë. Do první ligy se dostal poprvé v roce 1933. Hraje na stadionu Stadium Besa, který má kapacitu 8 000 diváků. Do evropských poháru se tým dostal poprvé v roce 1972, když v Poháru UEFA nejprve vyřadil dánský klub Fremad Amager a poté byl vyřazen skotským Hibernianem. Besa nikdy nebyl albánským mistrem, v roce 1958 byl na druhém místě. V roce 2007 klub vyhrál národní pohár a znovu se tedy dostal do Poháru UEFA, kde následující sezonu nejdříve vyřadil černohorský tým FK Bezanija, poté byl vyřazen bulharským Litex Loveč.